# 히어로메이커
《히어로메이커》는 네이버 웹툰에서 매주 월요일 올라오는 월요웹툰으로, 작가는 빤스이다. 1,000화에 육박하는 긴 스토리를 가지고 있으며, 2006년부터 약 19년 동안 연재를 해오면서 네이버 웹툰에서 가장 오랫동안 연재되고 있는 웹툰이 되었다.

## 줄거리
- 히어로메이커 1화 <소원>

한 왕국의 왕이 18번째 생일을 맞은 공주에게 생일 선물로 무엇을 받고 싶은지 물어보며, 공주의 소원이 무엇이든지 들어줄 수 있다고 단언한다. 공주는 로또스의 전기에 나오는 여주인공되고 싶다고 말하고, 왕은 자신이 한 말을 지키기 위해 어쩔 수 없이 신하들이 공주를 위해 무엇을 할 지 논의하다가, 궁중마법사가 공주가 용사가 된 것처럼 착각하게끔 연극을 하자고 말하며 왕국은 연극을 하게 된다.
- 히어로메이커 2화 <도적>

어둠의 세계 안 피의 길드 2인자인 한 도적. 그는 공주의 용사 작전을 위해 기사에게 잡힌다. 기사는 도적에게 협조하라고 말하지만, 도적은 자신은 그런 짓 따위는 하지 않을꺼라 말한다. 도적이 협조하지 않자, 기사는 폭력을 통해 도적을 다스리고, 폭력의 맛을 본 도적은 순순히 공주를 위해 대본을 외운다.
- 히어로메이커 3화 <극작가>

'공주를 위한 연극'이라는 아이디어를 낸 궁중마법사가 연극의 대본을 작성하는 대서기관에게 가 대본 작업은 잘 되가고 있냐고 묻는다. 대서기관은 잘 되가고 있다 말하자 기사가 별로 힘든 일은 아니라고 말한다. 자신을 무시하는 발언에 화가 난 대서기관 뭉테는 스토리를 설명하는데, 뭉테가 구상한 스토리를 기사가 정확하게 맞히자 뭉테는 실시간으로 '엘프와 악당 같지만 착한 도적, 그리고 공주가 마왕을 잡다'라는 스토리를 '제주 또옹 오크 전사와 마약 중독자로 끝까지 악랄하게 살다 죽는 도적, 그리고 공주가 세상을 구하다 공주가 악마로 돌변하여 세상을 파괴하다'라는 스토리로 변경시킨다. 그런 그때, 왕이 나타나 뭉테를 화가 난 듯 쳐다본다.
- 히어로메이커 4화 <마법사>

천재 마법사 로엔. 로엔은 화장실에 갔다가 휴지가 없어 아무것도 하지 못하는 봉변을 당한다. 2시간 동안 갇혀있던 그는 똥을 닦지 않고 나가는 경우를 생각해보지만 그 경우 놀림을 당할 것이 뻔하기 때문에 로엔은 최후의 선택을 하게 된다. 바로 '9클래스 메테오 주문서'를 휴지 대신 사용한 것. 무사히 처리하고 나온 로엔은 당장 돈을 구하기 위해 궁중마법사에게 가 연극 파티원으로 참가하는 대신 100골드를 받기로 한다.
- 히어로메이커 5화 <마법검>

자신들이 직접 제작한 던전에 마법검을 배치하러 회색 머리의 기사, 도적을 잡은 기사가 향한다. 그들과 함께 간 도적은 칼을 바라보며 진짜냐고 묻는다. 그러자 기사는 공주가 쓸 칼이라며 당연히 진짜라고 말한다. 던전에 도착한 기사들은 적당한 위치에 칼을 배치하고 떠난다. 던전에 남은 도적은 몰래 그들이 놔둔 검을 꺼내고, 기사들은 그를 말린다. 하지만 도적은 당연히 그들의 말을 듣지 않는다. 그때, 칼이 도적에게 자신의 주인이냐 묻고, 도적은 그렇다고 대답하며 능력을 알려주라고 말한다. 그러자 칼은 도적에게 세상의 지혜를 전해준다고 말하고, 도적의 지혜가 10오른다. 그러자 도적은 그때서야 칼을 내려놓는다.

## 등장인물
- 왕

1화에서 첫 등장한다. 공주에게 18번째 생일 선물로 무엇을 갖고 싶은지 묻고, 공주가 용사가 되고 싶다고 하자 신하들에게 대리를 맡긴다. 3화에서 뭉테의 어처구니 없는 스토리에 분노한다.
- 공주

1화에서 첫 등장한다. 자신의 18번째 생일로 왕이 무엇을 갖고 싶은지 묻자 로또스의 전기에 나오는 용사가 되고 싶다고 말한다.
- 궁중마법사

1화에서 첫 등장한다. 공주가 로또스의 전기에 나오는 용사가 되고 싶다고 말하자 공주가 용사가 된 것처럼 착각하게 하기 위해 전국민을 상대로 연극을 진행하자는 아이디어를 내고, 그 아이디어를가 받아들여져 왕국 전체가 공주를 위해 연극을 하게 된다. 3화에서 공주를 위한 연극의 대본을 집필하는 뭉테에게 가 대본 작업은 잘 되가고 있는지 묻는다. 4화에서 휴지가 없어 9클래스 메테오 주문서를 휴지 대신 사용한 로엔이 100골드로 연극 파티원에 참가할려 하자 알겠다고 한다. 5화에서 다른 기사와 도적과 함께 직접 제작한 던전에 칼을 배치하러 간다. 던전에 칼을 놔두고 떠날 때 도적이 그 칼을 빼자 놔두라고 한다.
- 기사

2화에서 첫 등장한다. 짧은 검은 머리와 수염이 특징이다. 공주를 위한 연극을 위해 도적을 잡아 폭력을 통해 대본을 외우라고 시킨다. 3화에서는 뭉테의 대본 작업을 비웃고 뭉테가 구상하던 스토리를 정확히 알아맞힌다.
- 도적

2화에서 첫 등장한다. 어둠의 세계 피의 길드 2인자다. 하지만 왕국 기사에게 잡혀 폭력의 맛을 보고 공주를 위한 연극의 대본을 외우게 된다. 5화에서 2명의 기사와 함께 그들이 직접 제작한 던전에 칼을 배치하러 가는데, 기사들이 칼을 배치하고 가자 몰래 칼을 빼낸다. 하지만 그 칼은 그저 지혜를 10 올려주는 칼이었다.
- 뭉테

3화에서 첫 등장한다. 작중 연극의 대본을 집필하는 대서기관이다. 궁중마법사와 기사가 대본 집필 중 찾아오고, 기사가 자신이 구상하던 스토리를 정확히 알아맞히자 실시간으로 어처구니 없는 스토리를 만들고 지켜보고 있던 왕을 분노하게 만든다.
- 로엔

4화에서 첫 등장한다. 화장실에 갔다가 휴지가 없어 나오지 못하는 봉변을 당하는 데, 결국 최후의 선택지로 '9클래스 메테오 주문서'를 휴지 대신 사용하고 돈이 떨어지자 궁중마법사에게 가 연극 파티원으로 참가하고 그에게 100골드를 받는다.
- 기사2

5화에서 첫 등장한다. 다른 기사와 달리 회색 머리에 매우 긴 콧수염을 가지고 있다. 5화에서 직접 제작한 던전에 칼을 배치하러 다른 기사와 도적과 함께 간다. 던전에 칼을 놔두고 떠날 때 도적이 그 칼을 빼자 놔두라고 한다.
1. ↑  그 후 어떻게 되었는지는 아무도 모른다.
2. ↑  제주 또옹 오크 전사, 마약 중독자로 악랄하게 살다 죽는 도적, 공주가 세상을 구할려다 공주가 돌변하여 세상을 멸망시키는 스토리다.
3. ↑  엘프와 악당같지만 사실은 착한 도적, 공주가 마왕을 잡는 스토리다.

1. ↑  그 칼은 지혜를 10 올려주는 칼이었다.
2. ↑  그 칼은 지혜를 10 올려주는 칼이었다.